# Bermejillo
Bermejillo är en ort i Mexiko.   Den ligger i kommunen Mapimí och delstaten Durango, i den centrala delen av landet, 800 km nordväst om huvudstaden Mexico City. Bermejillo ligger 1 123 meter över havet och antalet invånare är 7 692.
Terrängen runt Bermejillo är huvudsakligen platt, men åt nordväst är den kuperad. Terrängen runt Bermejillo sluttar österut. Runt Bermejillo är det ganska tätbefolkat, med 166 invånare per kvadratkilometer. Närmaste större samhälle är Poanas, 13,0 km söder om Bermejillo. Omgivningarna runt Bermejillo är i huvudsak ett öppet busklandskap.